# Joan Röell
Joan Röell (Haarlem, 21 luglio 1844 – L'Aia, 13 luglio 1914) è stato un politico e avvocato olandese, primo ministro dei Paesi Bassi dal 9 maggio 1894 al 27 luglio 1897.

## Biografia
Nato da una famiglia aristocratica, suo padre il barone Herman Hendrik Röell (1806–1883) era stato governatore della Provincia di Utrecht e della Provincia dell'Olanda Settentrionale.

## Carriera politica
Eletto alla Tweede Kamer nel 1877, nel 1886 passa alla Eerste Kamer.
Nel 1894 viene incaricato di formare un nuovo governo, tenendo per sé il portafoglio dei Esteri.
Finita la sua esperienza di governo, dal 1905 al 1909 ricoprì l'incarico di Presidente della Tweede Kamer.

## Vita privata
Il 10 settembre 1868 Röell sposò Eritia Ena Romelia de Beaufort (1843-1910).